# Maison seigneuriale de Mézières
La maison seigneuriale de Mézières est un bâtiment situé au 21 de la rue du Château de la ville vaudoise de Moudon, en Suisse.

## Histoire
Le bâtiment fait originellement partie d'une vaste propriété constituée par la famille de Cerjat entre le XIIe siècle et le XVe siècle. Il passa en 1487 aux mains de Jean d'Estavayer, coseigneur de Mézières qui lui donna son nom, y fit de nombreuses modifications et la légua à ses descendants. À la suite de l'invasion bernoise de 1536, la maison est transformée en grenier après avoir été destinée pendant quelques années à accueillir la nouvelle paroisse protestante allemande ; seul un petit appartement d'angle sera conservé pour le bailli. Après s'être partiellement écroulé, le grenier est reconstruit en 1744.
Rendu inutile par la création d'un nouveau magasin à blé en 1774, la maison est vendue à un particulier avant d'être rachetée par la ville en 1818 et transformée à nouveau en prison, rôle qu'elle tiendra jusque pendant les années 1970.
Le bâtiment est inscrit comme bien culturel suisse d'importance nationale. Après plusieurs rénovations, il a été transformé en centre culturel et rebaptisé « Grenier Culture » avec trois salles de spectacle et plusieurs locaux destinés à accueillir des activités artistiques.